# GSC4520-578
GSC4520-578 — хімічно пекулярна зоря спектрального класу F0, що має видиму зоряну величину в смузі V приблизно 9,5.
Вона  розташована на відстані близько 1853,2 світлових років від Сонця.

## Пекулярний хімічний вміст
Зоряна атмосфера HD 4160 має підвищений вміст
Eu
.